# Estació de Figueres
Figueres és una estació de ferrocarril propietat d'adif situada a l'est de la població de Figueres, a la comarca catalana de l'Alt Empordà. L'estació es troba a la línia Barcelona-Girona-Portbou i hi tenen parada trens de la línia regional R11 i de la línia de rodalia RG1 de Rodalies de Catalunya, operats per Renfe Operadora.
Els trens d'alta velocitat i llarga distància no efectuen parada en aquesta estació, si no a l'estació situada al municipi de Vilafant i anomenada estació de Figueres-Vilafant.
L'any 2016 va registrar l'entrada de 471.000 passatgers.

## Història i instal·lacions
Aquesta estació de la línia de Girona va entrar en servei l'any 1877 quan va entrar en servei el tram construït per la Companyia dels Ferrocarrils de Tarragona a Barcelona i França (TBF) entre Girona i Figueres.
L'edifici se situa al costat est del nucli urbà de la població i disposa de nou vies i tres andanes, donant servei a un total de quatre vies per a viatgers, les dues generals i dues de desviades. La comunicació entre andanes es realitza mitjançant passos a nivell i un pas soterrat entre les andanes de la via 2 i de les vies 1 i 3. Les dues andanes principals disposen de marquesines que les cobreixen parcialment. A l'esquerra de les vies, mirant cap a Portbou, hi ha l'edifici de viatgers que és de dues plantes. La planta baixa disposa del vestíbul amb finestretes, sala d'atenció al client, quiosc i cafeteria. Completen les instal·lacions diverses vies d'apartador, avui dia infrautilitzades, a més d'un moll de mercaderies cobert.

## Serveis ferroviaris
L'estació és el punt d'inici d'una part important de trens de la línia regional R11 i la línia de rodalia RG1.
| Procedència/Destinació                     | <                | Línia | >                 | Procedència/Destinació                   |
| ------------------------------------------ | ---------------- | ----- | ----------------- | ---------------------------------------- |
| Rodalia de Girona                          |                  |       |                   |                                          |
| L'Hospitalet de Llobregat                  | Vilamalla        |       | Vilajuïga         | terminal Portbou                         |
| Serveis regionals de Rodalies de Catalunya |                  |       |                   |                                          |
| Barcelona-Sants                            | Vilamalla Flaçà¹ |       | Vilajuïga Llançà² | terminal Portbou / Cervera de la Marenda |

1. Els Catalunya Exprés no efectuen parada entre Figueres i Flaçà sent la següent o anterior Flaçà.
2. Alguns regionals no efectuen parada a Vilajuïga sent la següent o anterior Llançà.

Abans de 2015, a més de regionals, també hi feien parada trens de Llarg Recorregut que circulaven per l'estació com Talgo, Trenhotel, o l'Estrella Costa Brava. Aquests darrers han estat substituïts per trens d'alta velocitat que circulen per l'estació soterrada, o bé per connexions amb trens que surten de Barcelona-Sants. També hi havien circulat i parat el Talgo Mare Nostrum que avava a Perpinyà i Montpeller, el Tren Hotel a Zürich i Milà, i el Trenhotel a París, entre d'altres.

## Futur
L'estació de Figueres actual té un futur incert, ja que l'arribada de la línia d'alta velocitat a la ciutat pretén unificar les dues estacions (de la LAV i de la xarxa convencional) a Vilafant, un indret totalment allunyat del centre.

## Galeria d'imatges

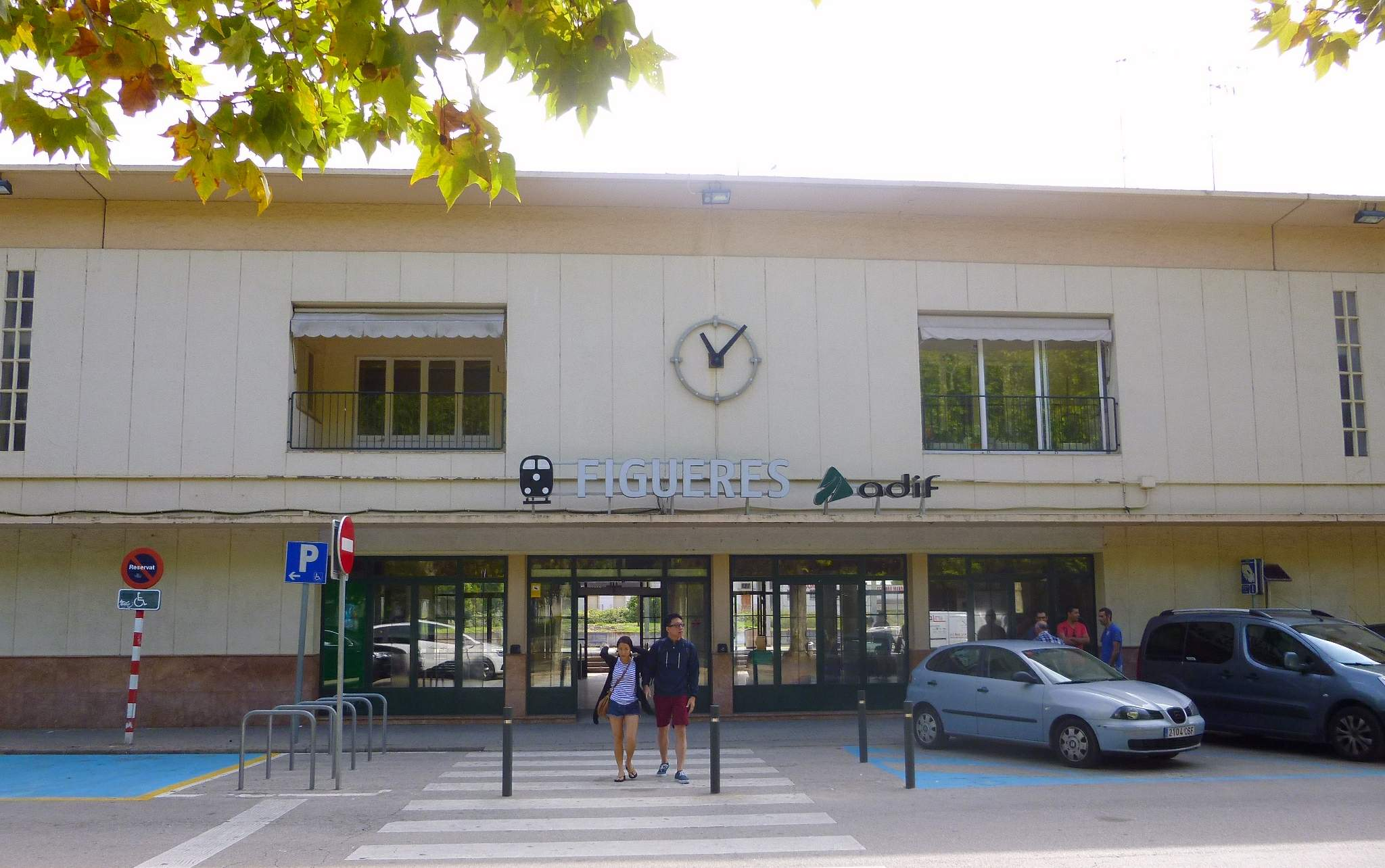
Accès a l'estació
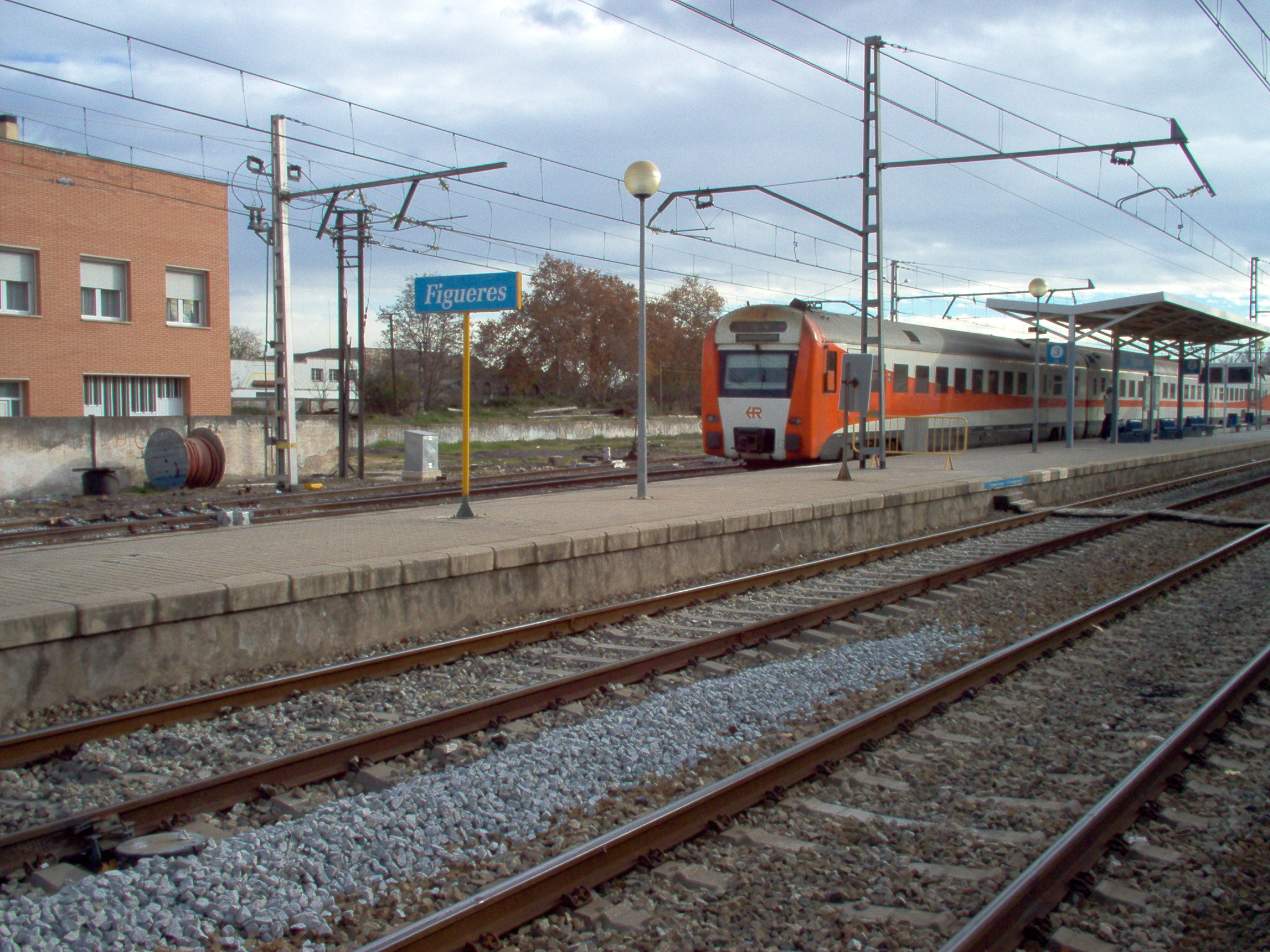
L'estació el 2005 amb una unitat 448 en servei regional
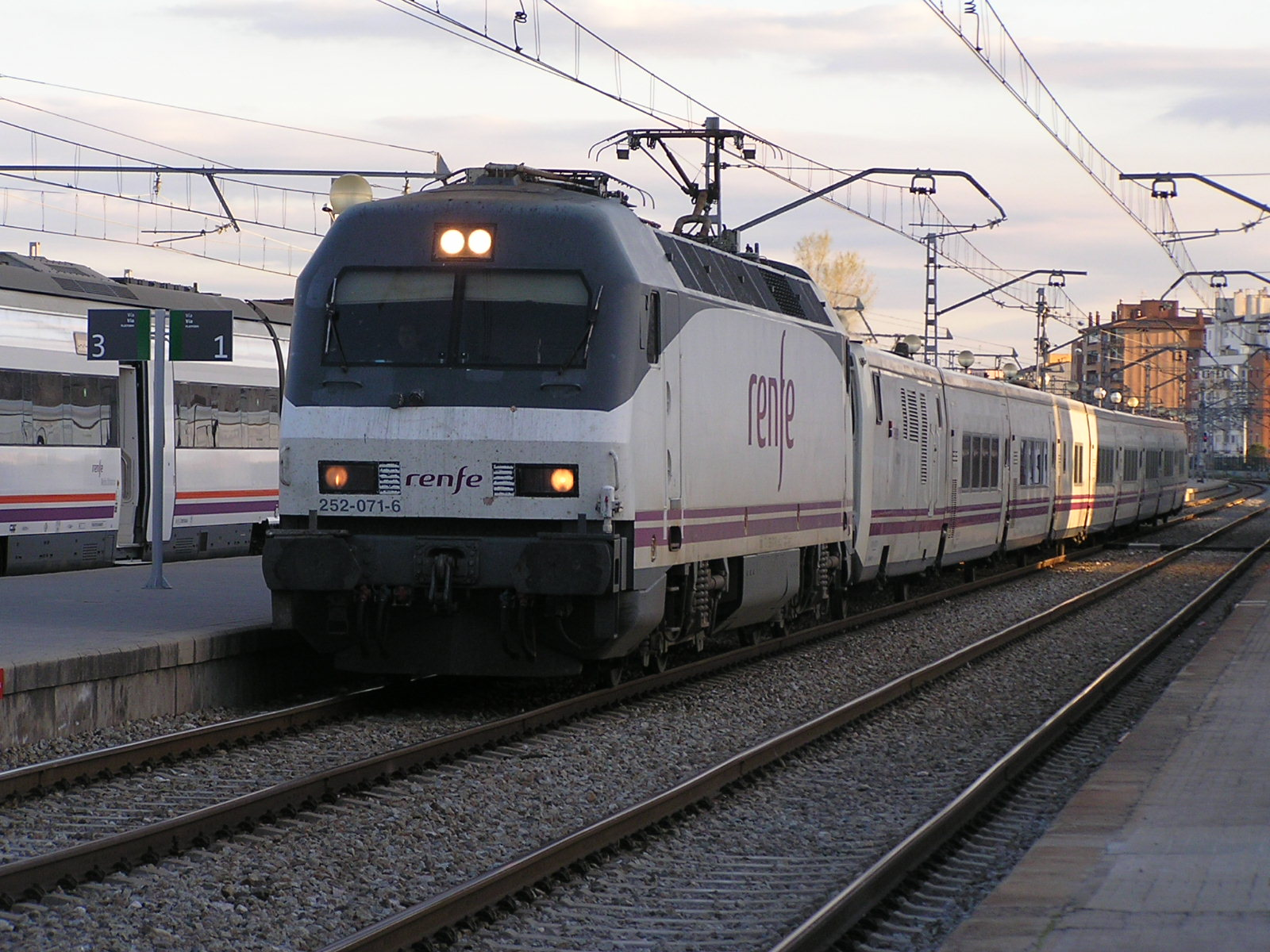
La locomotora 252.071 amb el Talgo "Mare Nostrum" el 2011
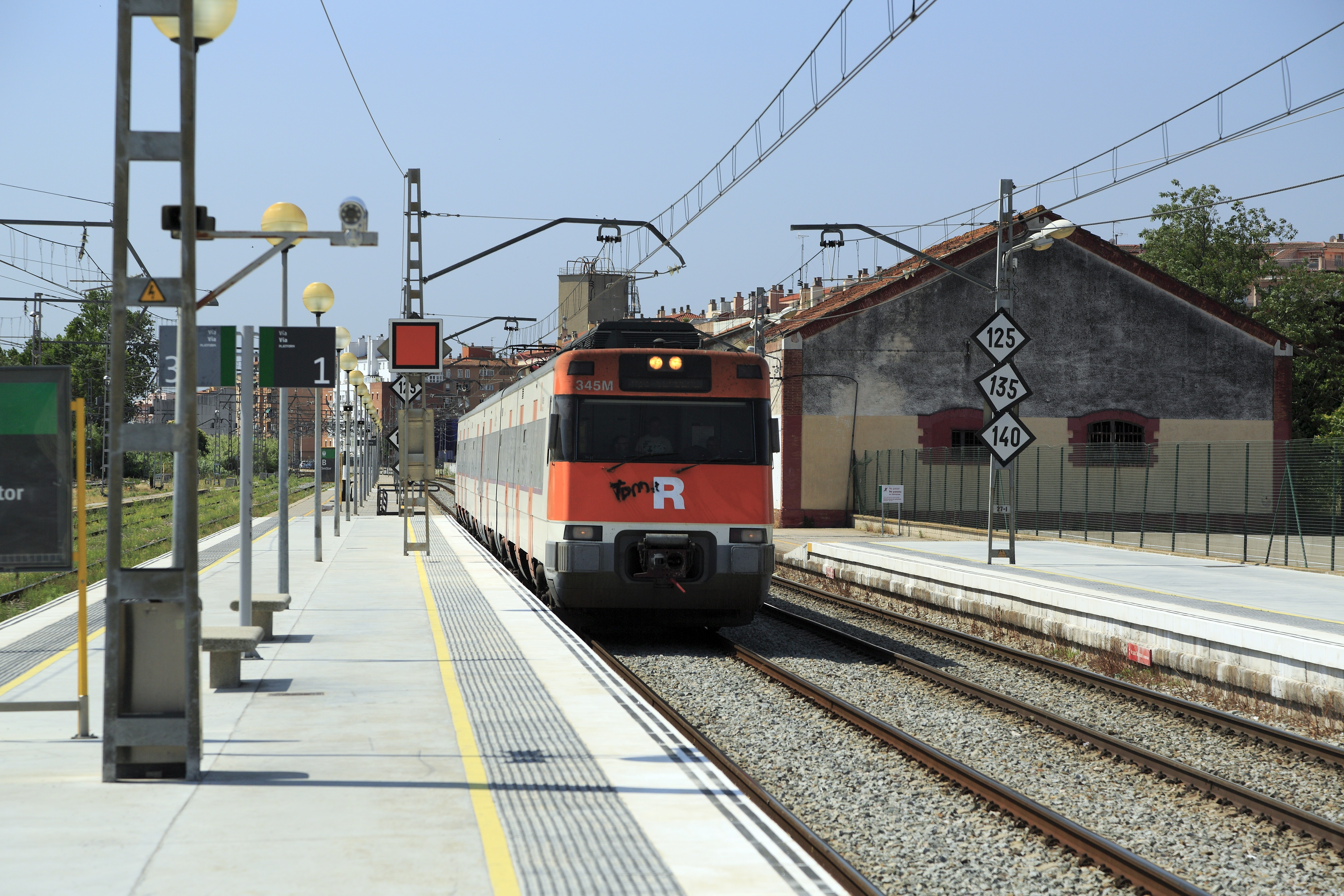
Unitat 447 en servei de rodalia RG1 destinació Portbou el 2017